# Fuzarioza maliny
Fuzarioza maliny – grzybowa choroba maliny wywołana przez mikroskopijne grzyby Fusarium avenaceum i Fusarium lateritium.

## Objawy i szkodliwość
Choroba z grupy fuzarioz, jedna z czterech chorób powodujących zamieranie pędów malin (pozostałe to zamieranie podstawy pędów maliny, przypąkowe zamieranie pędów maliny i szara pleśń maliny i jeżyny). Fuzarioza atakuje pędy malin w ich przyziemnej części, lub w wyżej położonych częściach, wcześniej uszkodzonych przez szkodniki. W porażonych miejscach powstają głębokie nekrozy, a w późniejszym czasie w dolnej części pędów pojawiają się pomarańczowo-czerwone naloty lub brodawki. Charakterystyczne dla tej choroby jest smugowate zbrązowienie naczyń widoczne na przekroju pędów. Grzyby rozwijają się bowiem w naczyniach malin powodując zatrzymanie przewodnictwa wody. Porażone pędy więdną i zamierają, a choroba przenosi się na sąsiednie pędy. Choroba często prowadzi do znacznych strat na plantacji.

## Epidemiologia
Patogeny powodujące fuzariozę maliny zimują na porażonych częściach roślin w postaci anamorfy i teleomorfy. Ich zarodniki wysiewają się w okresach sprzyjającej im wilgotnej pogody, do infekcji dochodzi przez cały okres wegetacji.

## Ochrona
Zwalczanie fuzariozy i pozostałych dwóch chorób powodujących zamieranie pędów malin jest trudne. Najważniejsza jest profilaktyka. Do sadzenia należy używać wyłącznie zdrowych sadzonek. Krzewy prowadzi się przy drutach, dzięki czemu mają zapewnioną lepszą wentylację i można je dokładniej opryskiwać. W tym samym celu zwalczać należy chwasty oraz usuwać nadmiar młodych pędów powodujących zbyt duże zagęszczenie. Pędy porażone należy usuwać. Nie należy stosować zbyt dużych dawek nawozów azotowych. Do chemicznego zwalczania fuzariozy stosuje się te same fungicydy, co do zwalczania szarej pleśni maliny i jeżyny. Można też dodatkowo stosować biologiczne środki wspomagające naturalną odporność roślin i ograniczające zarodnikowanie grzybów, np. zawierające aktywne jony fosforynowe.